# Raphaël Attie
Raphaël Attie est un joueur français de volley-ball né le 12 avril 1989 à Clamart (Hauts-de-Seine). Il mesure 2,01 m et joue réceptionneur-attaquant.

## Clubs
| Club                | De        | À         |
| ------------------- | --------- | --------- |
| Paris Volley        | 2007-2008 | 2012-2013 |
| Martigues VB        | 2013-2014 | 2013-2014 |
| Asnières Volley 92  | 2014-2015 | 2014-2015 |
| Club Alès           | 2015-2016 | 2015-2016 |
| Plessis-Robinson VB | 2016-2017 | 2017-2018 |
| AMSL Fréjus         | 2018-2019 | 2019-2020 |
| Martigues VB        | 2020-2021 | ...       |

## Palmarès
- Championnat de France (2)
  - Champion : 2008, 2009